# Eliane Volchan
Eliane Volchan (Rio de Janeiro, 3 de fevereiro de 1953) é uma neurobióloga, pesquisadora e professora universitária brasileira.
Comendadora da Ordem Nacional do Mérito Científico e membro associado da Academia Brasileira de Ciências, Eliane é professora titular e chefe do  chefe do Laboratório de Neurobiologia do Instituto de Biofísica Carlos Chagas Filho, da Universidade Federal do Rio de Janeiro.

## Biografia
Eliane nasceu na capital fluminense, em 1953. Formou-se em medicina pela Universidade Federal do Rio de Janeiro em 1976. O interesse pela ciência surgiu quando começou um estágio de iniciação científica Instituto de Biofísica Carlos Chagas Filho, ainda em 1971. Já trabalhava no Laboratório de Neurobiologia II desde seu primeiro ano de faculdade, com o professor Carlos Eduardo Rocha Miranda, com quem foi co-autora de vários artigos científicos sobre o processamento cortical e subcortical da informação visual.
Defendeu mestrado em 1980 e doutorado em 1986, ambos em biofísica e pela UFRJ, onde estudou a correlação do campo visual do animal com a sua representação no cérebro. Fez estágio de pós-doutorado pela Universidade Rockefeller, em Nova Iorque, onde colaborou com o professor Charles Gilbert em estudo sobre mecanismos de dinâmica de campos receptores visuais, conseguindo demonstrar, pela existência de transferência interocular, que o preenchimento de escotomas artificiais era um fenômeno intrínseco ao córtex visual.
Trabalha com neurobiologia e neurociência, estudando a distribuição de neurônios nitridérgicos no neocórtex de marsupiais e roedores.